# Metodio di Olimpo
Metodio di Olimpo (Licia, 250 circa – Calcide di Eubea, 311) è stato un vescovo di Olimpo, venerato come martire dalla chiesa cattolica, che ne celebra la memoria il 20 giugno, e dalla chiesa ortodossa; è inoltre annoverabile tra i Padri della Chiesa minori.

## Biografia
È un autore poco noto della patristica cristiana del III secolo, conosciuto soprattutto per aver commentato Origene.
Di Metodio non conosciamo molti dati biografici, giacché Eusebio di Cesarea non lo ha citato nella sua opera, la Storia Ecclesiastica, e le uniche informazioni su di lui ci sono giunte dal De viris illustribus di San Girolamo. Metodio nacque in Licia, nell'Asia Minore, attorno al 250 e divenne vescovo di Olimpo (e/o di un'altra sede, quali Filippi o Tiro). Morì martire nelle ultime persecuzioni romane, forse sotto Diocleziano, nel 311. Metodio aveva una cultura filosofica molto ampia e fu infatti un importante teologo e uno scrittore assai prolifico. Ha un posto importante nella storia della letteratura teologica, in quanto fu uno strenuo avversario delle idee di Origene. Nelle sue opere attaccò la dottrina origenista secondo la quale il corpo degli uomini, al momento della resurrezione, non sarà lo stesso che essi avevano in vita; avversò anche l'altra dottrina (di stampo platonico) che affermava la preesistenza dell'anima alla nascita fisica, e infine si oppose fermamente alla teoria (sempre origenista) dell'eternità del mondo. Tuttavia, è certo che Metodio avesse un grande rispetto per Origene, e riconosceva il suo grande contributo alla teologia della Chiesa.
Come Origene, anche Metodio venne notevolmente influenzato dalla filosofia di Platone, e diede grande importanza all'interpretazione allegorica della Scrittura.
Delle sue opere ci è pervenuto il dialogo Il simposio delle dieci vergini, a imitazione del Simposio di Platone, e (in traduzione slava) i trattati Sul libero arbitrio e Aglaofonte o Sulla resurrezione, in cui controbatte le concezioni cosmologiche e antropologiche di Origene. È andata perduta invece la confutazione del libro di Porfirio Contro i cristiani, che si sarebbe chiamata, appunto, Contro Porfirio, insieme ad alcune opere esegetiche. Comunque, la maggior parte delle sue opere pervenuteci si trova in uno stato frammentario.

## Le profezie
Le rivelazioni di San Metodio sono fra le più antiche profezie cristiane post-bibliche. Alcuni studiosi ritengono che queste profezie siano state scritte in realtà attorno al 680 da un autore che usò il suo nome come pseudonimo. Il manoscritto che raccoglieva tali profezie, il Monumenta Patrum Orthodoxographa, venne ritrovato circa 1000 anni dopo la morte di San Metodio. Ecco alcuni passi di questo manoscritto:
 Dopo l'evidente condanna dei «nemici di Cristo», Metodio si sofferma invece sulla malvagità e sull'ingratitudine che, secondo lui, avrà «nell'ultimo periodo» il popolo cristiano:

## IlSymposium
Il Symposium è l'opera principale di Metodio, ed ha una forma dialogica. Nell'opera, dieci vergini intervengono successivamente sul tema della verginità: un po' tutto il secondo discorso, messo sulla bocca della vergine Teofila, concerne il bene della fecondità e della procreazione. Nel capitolo II, la fecondità della coppia umana è contemplata quale strumento della perenne fecondità di Dio: il Creatore continua a plasmare l'uomo perennemente. In una visione così positiva viene posta l'obiezione circa i figli concepiti o nati da rapporti illegittimi (cioè da adulterio), figli che spesso, nella cultura del tempo, venivano abortiti o esposti. L'autore è molto sicuro nel distinguere tra la condanna del rapporto adultero e la sorte riservata a questi piccoli innocenti, concepiti comunque per l'intervento di Dio Creatore: 
(San Metodio di Olimpo, Symposium, II, 2)
E conclude: 
(San Metodio di Olimpo, Symposium, II, 2)
Metodio, nella stessa opera, come altri Padri (si veda Agostino) pone la questione di come sia possibile giustificare alcuni comportamenti sessuali da parte di Patriarchi rinvenibili nell'Antico Testamento, quale ad esempio la poligamia, e risponde che tale fu una richiesta esplicitamente divina per far proseguire la storia del popolo d'Israele, e quindi il cosiddetto disegno divino di salvezza universale compiuto poi nel Cristianesimo. Non è casuale - secondo Metodio e altri Padri - che gli evangelisti Matteo e Luca inizino i loro rispettivi Vangeli con l'anamnesi delle linee di sangue di cui Maria e Giuseppe erano gli ultimi discendenti, ciò in accordo con la profezia di Isaia secondo cui il Messia avrebbe dovuto essere un germoglio della casa di re Davide. Dunque questa sorta di concessioni in materia sessuale ai Patriarchi ebraici assecondava uno specifico schema teleologico (oltre che teologico) che teneva conto delle difficoltà e dei pericoli contingenti di estinzione di intere famiglie in quelle determinate epoche, luoghi e vicende, si pensi ad esempio al periodo pre e post-diluviano, ciò non solo in coerenza col principio ebraico fondamentale dello scegliere sempre la vita rispetto alla morte, ma anche senza mai venir meno ai fondamenti primi e inviolabili della Torah; si pensi ad esempio agli elenchi di condanne di ogni tipo di incesto, oltre che la condanna iconografica tratta dal celebre episodio di Lot e delle figlie degenerate, a causa dei quali l'incesto non sarebbe quindi in nessun caso legittimato.

## De resurrectione
Fra le sue opere il “De resurrectione” si colloca fra le ultime da un punto di vista cronologico. Anche quest'opera è in forma di dialogo ed affronta il problema della risurrezione della carne, tema centrale nella teologia del II e III secolo. In quest'opera Metodio è il primo a controbattere le tesi di Origene in materia escatologica: le sue argomentazioni risulteranno vincenti nella tradizione della Chiesa e saranno utilizzate dai commentatori successivi. Il testo è conservato interamente nella traduzione slava. Lunghi estratti sono conservati in greco grazie ad Epifanio.
Vi sono vari personaggi che prendono parte al dibattito, ma solo alcuni hanno reale importanza ai fini del dialogo. La prima parte del dialogo è dedicata agli argomenti contrari alla risurrezione della carne svolti da Aglaofone, un cristiano platonico, e Proclo, un origeniano che cita un lungo brano del commento di Origene al Salmo 1. Origene in questo passo critica la visione dei "semplici" che non sanno rispondere quando vengono messi in difficoltà con domande sulla risurrezione della carne, ad esempio quale corpo risorge se gli elementi di quest’ultimo mutano in continuazione o a chi apparteranno alla risurrezione i corpi di coloro che, mangiati da animali, vengano a loro volta mangiati da altri uomini. Origene si pone, dunque, il problema dell’identità fra il corpo terrestre e quello risorto; ritiene impossibile e indegna di Dio l’interpretazione tradizionale del dogma. Lui individua un principio interno al corpo che assicura un’identità nonostante il trascorrere del tempo: questo principio, che lui chiama eidos, è un principio di unità, identità e sviluppo, che agisce e che permane sulla materia. La seconda parte è invece dedicata ai difensori del dogma tradizionale della risurrezione della carne: Eubulio e Memiano. Dietro Eubulio si nasconde lo stesso Metodio, che critica l'idea di Origene e difende l'idea di risurrezione.

## Opere
- Contra Porfirium (perduto)
- De libero arbitrio
- De resurrectione
- Symposium decem virginum